# Богослов.ru
Богослов.ru — интернет-портал Русской православной церкви, публикующий материалы на тему православного богословия и церковной истории.
Создан в 2002 году по благословению Патриарха Московского и всея Руси Алексия II. На сайте все представленные материалы разделены на несколько блоков: библиографический, новостной, справочный и исследовательско-дискуссионный блоки. Существуют английская, немецкая, испанская и греческая версии портала. В 2010 году портал Богослов.ру стал официальным информационным партнёром Межсоборного присутствия РПЦ. В сентябре 2011 года получил официальную государственную регистрация как СМИ.

## История
Первоначально возник в 2002 году как образовательный портал Учебного комитета Русской православной церкви. По словам протоиерея Павла Великанова «первая итерация этого портала была связана с учебным комитетом, с нынешним ректором Российского православного университета имени Иоанна Богослова, отцом Петром (Еремеевым), который в рамках своей деятельности решил создать площадку, которая объединяла бы студентов, преподавателей, администрацию всей системы учебного комитета. То есть изначально портал Богослов.ru задумывался как площадка интеграционная для учебного комитета. В таком состоянии, в таком статусе он просуществовал несколько лет. <…> это было два или три года, после чего по тем же самым причинам — отсутствие финансирования, — он благополучно впал в кому. И вот в этой коме он находился до 2007 года, когда он был подхвачен уже другой командой».
Журналистка Ксения Лученко в декабре 2003 года так характеризовала сайт: 

Один из лучших православных сайтов — «Образовательный портал Учебного комитета» (www.bogoslov.ru). <…> Сайт Учебного комитета открылся год назад, но его наполнение идет медленно. <…> Уже сейчас он обладает уникальным контентом: здесь регулярно публикуются статьи лучших современных богословов, церковных историков, преподавателей и аспирантов духовных ВУЗов. На портале открыты несколько тематических страниц: «Церковь и молодёжь», «Православие на Северном Кавказе», «Тюремное служение». Можно зарегистрировать бесплатный почтовый ящик в домене bogoslov.ru и быть уверенным, что в письма не попадет реклама виски и ночных клубов.

В 2005 году портал ненадолго прекращал свою работу.
В апреле 2007 года Учебным комитетом совместно с Московской духовной академией была учреждена автономная некоммерческая организация «Центр информационных технологий» (ЦИТ). Первый проект ЦИТа — это новая версия портала Богослов. Ru.
В 2008 году состоялась презентация немецкой версии портала. Она прошла в рамках празднования Академического дня (Dies Academicus) Фрибургского университета в Швейцарии.
В 2009 году портал Богослов.Ру организовал отдельный проект для освещения работы Архиерейского и Поместного Соборов Русской церкви. По заявлению главного редактора портала протоиерея Павла Великанова, задачей этого проекта является: «заполнение информационного пространства качественными научными материалами, которые позволяют посмотреть на предстоящий собор в контексте церковной истории, канонического права, литургики, богословия, а также сопоставить современную ситуацию с имеющимся историческим опытом как Русской, так и других Поместных Православных Церквей».
В конце 2009 года была запущена испанская версия портала.
Портал совместно с «Радио России» ВГТРК ведёт проект «Мир. Человек. Слово», интерес к которому проявил председатель Государственной Думы РФ Борис Грызлов во время своего посещения МДА 6 марта 2009 года.
15 апреля 2012 года открыто радио Богослов.Ру.
До 2018 года портал функционировал при финансовой поддержке Федерального агентства по печати и массовым коммуникациям..
6 сентября 2018 года портал прекратил работу. Как объяснил его главный редактор протоиерей Павел Великанов: «„Богослов.ру“ был создан как независимый от духовных учебных заведений, но все же находившийся в образовательном пространстве РПЦ. „Богослов“ был институциональным. В конце 2016 года финансирование сверху полностью прекратилось. Ещё два года он существовал на пожертвования. После того, как и они иссякли, накопились технические вопросы, связанные с программным обеспечением. Из-за того, что никакой ревизии не проводилось долгое время, сайт просто рухнул со всем своим содержимым».
С 20 сентября 2018 года работает неполный архив старых материалов по адресу http://archive.bogoslov.ru. С ноября 2018 года бывший главный редактор портала Павел Великанов стал развивать новый проект «Академия веры».
За год была проделана работа по поиску финансирования, созданы новый дизайн сайта и новая платформа. Доступ к порталу Богослов.ru открыт с 2 декабря 2019 года. 4 декабря 2019 года в актовом зале Сретенской духовной семинарии в Москве прошла презентация обновлённого научно-богословского портала Богослов.ru.
9 апреля 2021 года Патриарх Московский и всея Руси Кирилл утвердил новый состав редакционного совета портала Богослов.ru. Председателем редакционного совета стал ректор Московской духовной академии епископ Звенигородский Феодорит (Тихонов).
1 ноября 2022 года Патриарх Московский и всея Руси Кирилл утвердил Положение о научном богословском портале Богослов.ru. Документ определяет цель и задачи, содержание и организацию работы сайта. Согласно Положению, полномочия главного редактора портала осуществляет председатель его Редакционного совета, которым является ректор Московской духовной академии по должности. Таким образом, ректор МДА епископ Звенигородский Кирилл вступил в полномочия главного редактора портала Богослов.ru.

## Структура портала (2007—2018)
На сайте все представленные материалы разделены на несколько крупных блоков:
- библиографический,
- новостной,
- справочный и
- исследовательско-дискуссионный.

Библиографический блок являлся основным информационным ядром портала. В нём представлены отечественные книжные новинки, а также переводы на русский язык аннотаций, обзоров и рецензий только что вышедших в свет новых изданий крупнейших издательских домов Европы и Америки. В разделе «Диссертации и дипломные работы» помещена роспись квалификационных работ центральных духовных учебных заведений — Московской, Санкт-Петербургской и Минской духовных академий и семинарий с середины XX века по настоящее время. Это более 2500 описаний. Часть работ сопровождается полноценным текстом, который был предоставлен авторами данных исследований, а также рецензиями и авторефератами.
На сайте также представлено более 50 наименований периодических научных изданий Российской академии наук, а также значительная часть церковной периодики. Главным образом статьи представлены в виде библиографических описаний; наличие полного текста отмечено пиктограммой дискеты или текстового файла. Сюда также относятся и статьи журнала «Богословский вестник» с 1892 по 2006 года, представленные целиком на портале в формате DjVu (раздел Библиотека), всего более 4500 статей.
В электронной библиотеке кроме «Богословского вестника» размещены книги, представленные в форматах PDF либо DjVu. Часть книг распознана с обязательным сохранением оригинальной пагинации и полного соответствия печатному оригиналу.
В разделе «Персоналии» размещены краткие биографии учёных, чьи труды представлены на портале, а также библиографические списки их публикаций. Это более 500 биографий из 3000 персоналий.
Раздел «Организации» включает в себя краткое описание основных учебных и религиозных заведений, издательств и библиотек, специализирующихся в области богословия. На портале сейчас описано около 180 организаций.
Словарь, размещённый на портале, задуман как краткий справочник ключевых церковных и богословских понятий.
Новостной блок был представлен в виде ежедневно обновляемой ленты новостей и анонсов событий. Редакция старается актуализировать те новости, которые оказываются вне поля зрения отечественных СМИ в силу своей специфичности: на портале обычно ежедневно размещаются эксклюзивные для Рунета новости. Раздел анонсов оповещает о предстоящих конференциях, встречах, симпозиумах и других значимых событиях.
Исследовательский блок материалов состоит из различных видов публикаций: это и исследовательские, и аналитические, и апробационные статьи, публикуемые соискателями учёных степеней. Представлены также обзоры книг и библиографические справки по конкретным темам богословия. Формат премодерированных комментариев к публикациям позволяд проводить дискуссию по теме.
Все материалы, представленные на портале, имеют сквозную рубрикацию. На портале работают RSS-каналы, которые позволяют подписаться на обновления любого раздела, включая тематические. В настоящее время готовится к запуску мультимедийный раздел.
Действовал совместный проект Спасо-Вифанского монастыря и богословского портала Богослов.ru о жизни и деятельности одного из самых ярких святителей второй половины XVIII — начала XIX века митрополита Московского и Коломенского Платона (Левшина): platon.bogoslov.ru. В проекте представлены следующие рубрики: раздел, посвящённый биографии святителя, новости, фотогалерея, новости.

## Статистика сайта
По статистике Рамблера, портал Богослов. Ru входил в 30 самых читаемых религиозных ресурсов Рунета. По статистике каталога Яндекса, портал занимал 50 место (на 11.09.2013) среди наиболее цитируемых ресурсов раздела «Общество». 19 октября 2010 года Центр Беркмана по изучению интернета и общества при Гарвардском университете (США) назвал портал Богослов. Ру одним из наиболее цитируемых сайтов православного Рунета, вместе с порталом Православие и мир и официальным сайтом Московского патриархата Патриархия.Ру.
В декабре 2019 года портал входил в 30 самых читаемых религиозных ресурсов Рунета, а по статистике Яндекса занимал 50-е место среди наиболее цитируемых ресурсов раздела «Общество».

## Главные редакторы
- иеромонах Петр (Еремеев) (2002—2005)
- протоиерей Павел Великанов (2007—2021)
- епископ Феодорит (Тихонов) (2021—2022)
- епископ Кирилл (Зинковский) (с 2022)